# 忍豆風雲3
《忍豆風雲3》是一款以忍者為主題的2D即時多人動作對戰網頁遊戲。由一千零一樓數位（原名艾迪卡森多媒體）所開發。

## 經營權轉移[1]
- 2013年12月3日-2013年12月16日，公告期。玩家完全不受影響，正常使用松崗帳號遊玩。
- 2013年12月16日-2014年1月13日，綁定期，這是開始轉移經營權。玩家登入後，可將松崗帳號的資料移轉至忍豆製作團隊1001F帳號，並以1001F帳號遊玩。
- 2014年1月13日-2014年4月30日，強制綁定期。玩家登入後，必須先綁定忍豆製作團隊1001F帳號才能遊玩。
- 2014年4月30日後，轉移結束。帳號轉移服務結束，忍豆風雲3仍將持續營運、所有角色資料不受影響。

## 故事概述
太古時代在東方有一座神秘的國度，有著廣大面積且複雜的地形，人們稱之為“一寸國”，這裡的人最大特色就是頭大大身體小小，只有一寸高，像顆豆子一樣，這就是“一村國”名稱的由來，由於這裡的人都從事著忍者般的修行，所以稱為“忍豆”，雖然個子小，不過生命力可是非常的旺盛喔！一寸國里不但住著忍豆，也有妖怪，是個人與妖怪共存的地方，而這個奇妙的國度分為兩個大島嶼，分別為“貓又島”跟“千方島”，無論哪個島，島上都有許多由忍豆們所建立、開發的部落，人們每天都過著熱熱鬧鬧的修行生活！
身為“忍豆”的你，又喜愛華麗絢爛戰鬥舞台的話，那么千萬要來哲理展現你的本領！在這裡你可以結交許多戰友，一同培養默契、切磋戰鬥心得，隨著隊友間的分工與互助，發揮各自的戰鬥風格，痛快的進行人法炸裂戰鬥把！最重要的是，要從戰鬥中學習到勝不驕敗不餒的運動家精神！「一寸國」由三大島嶼組成, 分別是「貓又島」、「千方島」, 以及「鬼島」。
貓又島是戰鬥島嶼, 玩家在此相互對戰, 切磋技術。
千方島是單人闖關島嶼, 裡頭有26個單人關卡等著玩家挑戰。
鬼島是多人組隊聯合打王的地方, 裡頭有超難boss與機關等著玩家挑戰。
本遊戲完全沒有任何血腥暴力畫面, 對戰過程中無論勝或負, 都以可愛逗趣的表情動畫來呈現, 不僅可以搏君一笑紓解壓力, 還能讓玩家在遊戲中自然體現運動家精神, 勝不驕、敗不餒, 輸了握手言合, 笑一笑再來一場吧。

## 遊戲特色

#### 移動
在戰場上只需要一支滑鼠，按住自己往上、下、左、右、拉行即可進行移動，操作相當地容易。

#### 集氣
當游標持續點著忍豆，頭上正在冒火時，就是在集氣喔！而集氣可以補充技，所以當技快用光時，快集氣吧！

##### 衝撞
衝撞方式跟移動方式一模一樣，而被撞的一方則會魂飛魄散！

## 遊戲模式

#### 拯救公主
先破牆救出公主的隊伍獲勝，要救插著跟自己隊伍相同顏色的旗子的那邊才行。

#### 鬼打鬼
電腦為兩隊各選出一個人當鬼，哪一對的鬼先死或著落跑就判輸，相當考驗團隊默契的模式。

#### 絕命指令
要把敵隊的忍豆全部都消滅了算贏，最熱門也是難易度最平衡的模式適合各玩家的模式，若能夠善用武器及地形特性，加上團隊間忍術的分工配置，將會是致勝的關鍵，補充體力的道具也不可少，最重要的就是團隊精神第一。

#### 千人斬
限定時間內，死了會無條件復活，時間到，斬敵數最多的隊伍獲勝。

#### 你死我活
不分隊伍，每個都是敵人，比比看誰可以活到最後而沒被消滅。

## 遊戲內容

### 職業介紹
1~7段:初心者
8~15段:下忍
16~24段:中忍
25~29段:上忍
30~34段:風來忍
35~39段:遊士
40~49段:伊賀眾
50~59段:亂波
60~69段:暗殺部
70~79段:影武者
80~89段:風魔黨
90~94段:影法師
95~100段:暗首領
101段以上:夜遊神/陰陽師

### 武器介紹
苦無：
忍者基本的求生工具，非賣品。
抓癢不求人:
它不只是抓癢工具，拿來打敵人更是輕巧好用！忍者的百大暗器之一！
強化苦無:
苦無是忍者世界裡最為泛用的工具，所以虎爺特別再研發這個改良型的苦無，這款有特殊鋼煉處理過，不但輕、而且更堅固，就算雙手拿著一整天也不會覺得累！
忍者刀:
這是忍者出任務時，為了攜帶方便而設計的忍刀，質地非常輕盈，機動性很高，最適合追求速度感、身手靈活的技巧派！
貓手:
像貓的爪子一般套在手上使用，攻擊力雖小但攻擊速度極快！
手鐵炮:
忍者的暗殺兵器之一，一種可以隱藏在手中的小型手槍，但此款經過虎爺的改造，若將它搭配奧義，威力就不只是手槍而已了！
忍太刀:
刀身雖稍嫌沉重，但攻擊範圍寬廣，在伊賀流忍者中擁有廣大愛用者。
伊賀秘刀:
刀身修長，攻擊距離相當深遠，速度感也不錯，不少資深忍者都推薦這把！
修羅爪:
速度最快！範圍雖普通，但它有著任何武器都沒有的"定人"特性可彌補（受攻擊的一方逃脫時箭頭容易被取消而困住）！何況破壞力也相當優異，出招的空檔短更是一大優勢！
鐵扇不知火:
華麗感及範圍優勢為此武器的特色，範圍多變實用性特高，且由於奧義帶有威脅性高的炎屬性，整體來說非常容易上手，要說缺點的話大概只有出招的空檔較長吧。
極冰鬼切丸:
即使有速度上的弱點，仍是深受許多專家級玩家推崇的暴力型武器，範圍及速度雖不是其所長，變態級的殺傷力才是此武器最大魅力所在，配合冰屬性的奧義簡直所向無敵！ 建議搭配障礙物多的地形使用。
伊賀溜溜球:
全能型武器，攻、速、範圍皆是最平衡的，奧義從遠距離到大範圍的都有，出招空檔小更是最大優勢，不管誰用都能輕易上手，適合各種類型玩家。如果你是戰鬥習性不太明顯的玩家，更建議裝備它！
風魔手裏劍:
攻擊範圍的優勢是風屬性武器的共通特色，而風魔手裹劍的每一個奧義更是將此特色發揮到淋漓盡致，其銳利的殺傷力及華麗的視覺演出也深具魅力，配合風屬性的效果更是無懈可擊！
浪速不知火:
全能型武器，不僅發火、製造爆炸，因本身就兼具了「遠」及「寬」兩種優點，說它是平衡感最優秀的武器一點也不為過，其奧義亦是如此，多變的攻擊範圍足以應付各種需求，再配合屬性的附加效果簡直完美無缺！
鬼之金棒:
雖然無屬性，但它是物理攻擊特化的武器，就算攻擊速度不快，出招的空檔也較大，但只要被它卯到一棒，當場就有致命危機！此武器的奧義恐怕也是所有奧義中破壞力最變態的！
甲賀萬力鎖:
繼承了風系的範圍及華麗、犀利...等特質，萬力鎖的奧義更是招招殺得又遠又寬，攻擊的同時能與敵人保持一定距離，且殺傷力也教人畏懼。由於它的奧義皆無方向性，所以只要魂集夠了，就可以毫不猶豫的出招，非常容易上手。
羅剎爪:
修羅爪的改造版，它們有著相似的奧義型與攻速，別看它範圍小就掉以輕心喔！它也同修羅爪具有"定人"特性，稍微被它逮到就很難逃脫。由於出招實在太快很難讓人有迴避的反應時間，攻擊力又強，推薦給巧手型玩家！
風魔小太刀:
二刀流小太刀，速度快且範圍大，此武器的奧義有個共通特徵，都是以迅雷不及掩耳的"縮地"（瞬間做高速長距離移動的一種體術）為開端，其後本尊已潛藏於黑暗中，也因此令敵方難以掌握它的方向性。
極冰龍神丸:
又一個暴力感十足的冰系武器，與“鬼切丸”不同之處在於它雖然攻擊火力有稍弱，但射程及速度卻最佳化了一些，可怕的是它那爆發力驚人的奧義！不但範圍不小，攻擊力更不容小覷，加上冰屬性的附屬效果，威脅感滿分！
妖刀村正:
歷史上赫赫有名的受詛咒的名刀，傳說持這把刀的人都會被寄宿在刀里的惡靈附身，性格變得異樣殘暴，最後走火入魔、萬劫不復......但請放心，虎爺已經請高人除靈過了，應該不會有事！
鐵扇青海波:
降神儀式專用的扇子， 看似風雅，卻是護身用的強力暗器，扇子本身是用韌性極佳的鐵打造而成，而扇頁里還暗藏著銳利的刀鋒，功能、外型都上上之作，獻給華麗優雅犀利的陰陽師們！
三尺巾:
忍者的六大法寶之一，功能從蒙面、濾水、打人、包紮...什麼都有可能！而這款是特選上等純棉所制，彈性、韌性方面皆為一級品！
座頭市之杖:
傳說中的盲劍客”座頭市”愛用的武器，乍看只是一根普通的拐杖，但其實裡面暗藏著銳利的刀鋒，刀本身雖不長，但輕巧靈活，再搭配闇屬性，恐怖絕倫！
極冰北斗丸:
極冰系列的第一把高速武器，刀身細長、輕盈，但威力十足，持有它的人將以特快、犀利、光彩奪目的風格席捲戰場！

### 忍術介紹
隨著段數的提升，忍豆會學到一些對戰鬥非常有幫助的忍術，若本身職業也符合裝備該忍術的資格，只要到個人編輯做好設定就可以使用了。
忍術中有5個系類，分別是回復系、輔助系、特殊系、變身系、攻擊系、召喚系。
回復系:
虎魄、活氣、神氣、血絆。
輔助系:
鋼鐵、熱血、金剛、暴走、青宏、赤宏、淨化。
特殊系:
草隱、石隱、神隱、人遁、風遁、毒遁、木遁、金遁、火遁、土遁、錢鏢、分身、速手、七道、佛滅、混沌、奈落。
變身系:
夜叉、赤鬼、火蛙。
攻擊系:
閃光、野火、花亂、紅蓮、急凍、雷電、龍捲、冰陣、神雷、業火。
召喚系:
九尾、魍魎、死神、天使、樹木、式神。

## 名詞解釋
- 一寸國:

太古時代在東方的一個神秘國度，有著廣大面積且複雜的地形，裡頭的人個子都只有一寸大，所以稱為一寸國。
- 忍豆:

一種頭大大身體極小的人類，職業是忍者，在一寸國里扮演著守護者的工作。
- 貓又島:

一寸國的島嶼之一，忍豆們磨練戰鬥能力的主要地點。
- 里:

島上的部落，通稱""里""。
- 村:

散布在"里"的裡面的小村子。
- 商店街:

主要是商家聚集的地方，有賣許多忍豆的生活必需品，忍公會、神社也都在這裡。
- 忍公會:

忍豆們創立、解散公會的申辦處。
- 神社:

提供忍豆“職業升級”的場所，也提供玩家兌獎...等。
- 貓貓市集:

採買忍豆服裝造型的地方，有不同風格的商店型錄供忍豆們挑選。
- 青組:

身穿藍色忍者裝的忍豆。
- 灰組:

身穿灰色忍者裝的忍豆。

#### 赤組:
身穿赤色忍者裝的忍豆(只有在鬼島)。
段:
也就是"等級"，隨著"德"的累積提升。
德:
經驗值，多半靠戰鬥獲得。
職業:
隨著"段"提升而改變的稱號。（某些職業改變必須通過“升級”的儀式）
體:
體力值，可以靠道具或忍術回復。
技:
技力值，忍豆在移動跟使用忍術時都會消耗這個指數，可以靠集氣或道具補充。
魂:
忍豆在戰鬥時，移動、攻擊、被攻擊三種狀態下逐漸累積的數值，集到一定階段可以發動攻擊系以及召喚系的忍術，若有裝備武器類的妖氣石，還可以發動"奧義"。
射程:
武器攻擊的遠近。
範圍:
武器攻擊的寬度。
忍術:
隨著段數成長所習得的特殊技能，大多都需要消耗"技"，有的消耗"魂"，有的甚至要消耗"金"。
金:
忍豆的世界裡所使用的貨幣，單位為"兩"。
忍幣:
另一種貨幣，不同於金，它不需要靠戰鬥取得，可以直接用現金購買，方便玩家節約練功的時間，有些特殊功能也只能用忍幣消費。"
道具：戰鬥時使用的消耗品，對戰鬥的影響相當遠大，可以在戰場上打壺或寶箱取得，也可以在商店街進行買賣。
貴重物:
偶爾出現在壺或寶箱中的物品，沒有任何功用，但是賣掉很值錢。
妖氣石:
一種寄宿著妖怪靈魂的石頭，有許多種類，戰鬥時候最多可帶五顆在身上，只要努力精練，每種妖氣石都可以發揮它特有效果。有數種種類，如：搭配武器使用的妖氣石，搭配忍術使用的妖氣石，其他類...。
奧義:
部份武器搭配該武器所屬的妖氣石裝備，當"魂"累積到一定階段，即可發動該階段的"奧義"攻擊，破壞力不可小看！每個可搭配妖氣石的武器都可學到三個奧義。
屬性:
部份忍術、武器暗藏屬性，只要搭配妖氣石使出奧義就能引發該屬性特有的附加效果，屬性共有六種，分別為炎、雷、冰、風、光、暗。
忍技:
忍豆的戰鬥熟練度最佳指標
勇氣:
非常值得矚目的項目，這是挑戰者（踢房者）的特有獎勵分數，缺乏地主優勢的您，無論勝敗如何，前來挑戰的勇氣都是值得嘉勉的！
智力:
不限主場、客場，不同於戰鬥力的另一種屬於勝利者的獎勵分數，是個非常不易賺取的項目，玩家唯有在接受"嚴苛考驗"時才能拿到較高的智力分。
精神:
條件不明，越勤奮練功的忍豆，精神力當然越高囉……？

## 外部連結
- 臺灣官方網站 （页面存档备份，存于）